# Bo Tapper
Bo Erik Ingemar Tapper, född 22 november 1939 i Linköping, är en svensk målare och tecknare.
Han är son till Nalle Tapper och Eva Maria Johansson. Han gifte sig 1966 med Anita Bergström, men är sedan 1971 frånskild.[källa behövs] Tapper arbetade fram till 1958 på ett ritkontor och bedrev periodvis kortare studier vid Pernbys målarskola och vid Konstfackskolans aftonkurser 1960–1961 samt privat för Jon Berndtsen i Lillehammer och genom självstudier under resor till bland annat Spanien, Italien och England. Separat ställde han ut några gånger i Falun innan han vidgade utställningsområdet till Rättvik, Vindeln, Norsjö och Boden. Han tilldelades Falu kommuns stipendium 1960. Hans konst består av landskapsskildringar från Dalarna. Tapper är representerad i Södertälje kommun, Falu kommun, Kopparbergs läns landsting, Dalregementet och Norrlands dragonregemente K 4. 